# Ján Mičica
Kpt. Ján Mičica (7. února 1920 Zástranie – 8. červen 1972) byl pilot společnosti Slov-Air.
Patřil mezi první pilotní žáky u Štefana Pleška, kde absolvoval plachtařský výcvik na Straníku. Později absolvoval letecký výcvik motorového pilota a od roku 1954 létal jako pilot vysazovač na letadle K-74 Fairchild. Roku 1955 se přeškolil na pilota vysazovače pro letoun C-3 Siebel, na kterém létal dva roky. Po nalétaní dostatečného počtu hodin odešel v létě roku 1957 pracovat do Československých aerolinií. Létání se stalo později jeho povoláním.
Tragicky zahynul ve věku 52 let 8. června 1972 během únosu letadla L-410A Turbolet na lince Mariánské Lázně–Praha.
Byl prvním dopravním pilotem zavražděným během letu.